# Wassyl Symyrenko

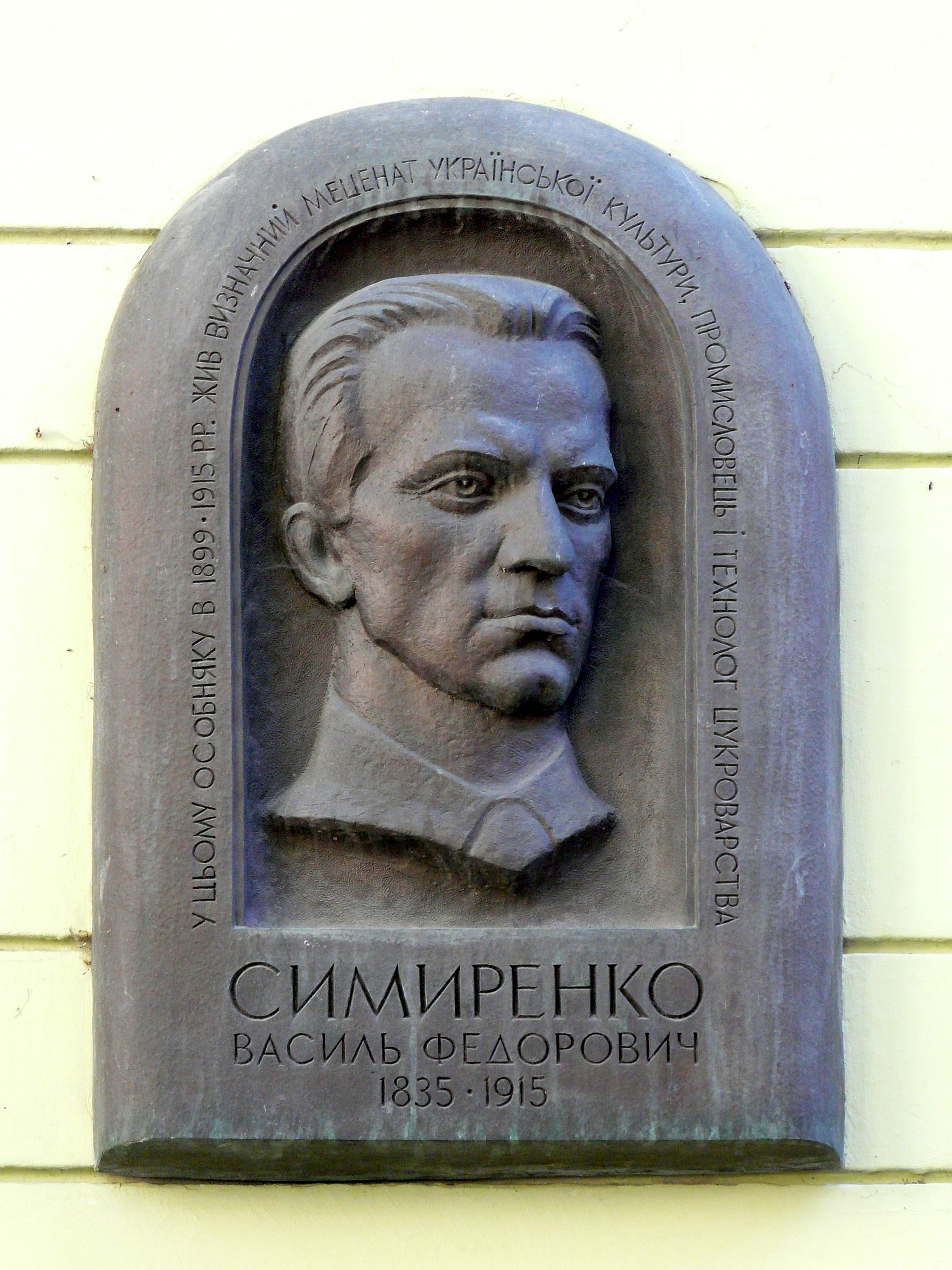
Gedenkstein für Wassyl Symyrenko an seinem Wohnhaus von 1899 bis 1915, der heutigen Britischen Botschaft in Kiew

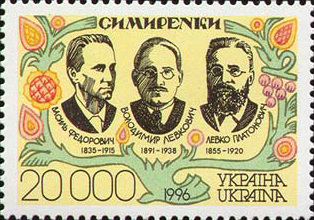
Wassyl Symyrenko (links) auf einer ukrainischen Briefmarke von 1996. Mittig Wolodymyr Symyrenko und rechts Lewko Symyrenko

Wassyl Fedorowytsch Symyrenko (ukrainisch Василь Федорович Симиренко, russisch Василий Фёдорович Симиренко Wassili Fjodorowitsch Simirenko; * 7. Märzjul. / 19. März 1835greg. in Mlijiw, Gouvernement Kiew, Russisches Kaiserreich; † 4. Dezemberjul. / 17. Dezember 1915greg. in Kiew, Russisches Kaiserreich) war ein ukrainischer Industrieller und Mäzen.

## Leben
Wassyl Symyrenko war eines der acht überlebenden der insgesamt 22 Kinder von Fedir Stepanowytsch Symyrenko (1795–1867)  
und Anastassy Mychajlowna Symyrenko geb. Jachnenko.
Wassyl leitete die Zuckerfabrik seiner Familie. In den 1860er Jahren baute er eine, mit hochmodernen, teilweise selbst entwickelten Maschinen ausgestattete Zuckerfabrik in Sydoriwka (Сидорівка) im Gouvernement Kiew. Dieses Werk war das zu seiner Zeit Produktivste seiner Art im gesamten Russischen Reich. Am Ort Sydoriwka gründete und verwaltete er zudem eine der damalig besten ukrainischen Theatertruppen.
Über etwa 40 Jahren hinweg unterstützte Symyrenko die ukrainische Kulturarbeit finanziell, indem er etwa die Defizite ukrainischer Kulturzeitungen deckte.
Des Weiteren finanzierte er die Arbeit des ersten ukrainischen Verlages und unterstützte Schriftsteller und Wissenschaftler wie Mychajlo Kozjubynskyj und Mychajlo Drahomanow. 1912 spendete er der Wissenschaftlichen Gesellschaft Schewtschenko in Lemberg 100.000 Rubel zum Bau eines neuen Gebäudes.
Wassyl Symyrenko starb 80-jährig in Kiew und wurde auf dem Friedhof bei Askolds Grab begraben.
Der Kinderlose Symyrenko überließ sein gesamtes Vermögen von etwa 10 Millionen Rubeln der ukrainischen Kultur. Jedoch konnte sein Testament wegen des Ersten Weltkriegs und der Oktoberrevolution nicht ausgeführt werden, und das Geld ging verloren. Sein Herrenhaus in Kiew ging gemäß seinem Testament in den Besitz der Ukrainischen wissenschaftlichen Gesellschaft über und beherbergt heute die Britische Botschaft in der Ukraine.
Trotz seiner Bedeutung in der ukrainischen Wirtschafts- und Kulturgeschichte wurde er von der sowjetisch-ukrainischen Wissenschaft weitgehend ignoriert.

## Familie
Wassyl Symyrenko war der jüngere Bruder von Plato Symyrenko (1821–1863) der ein Begründer des rationalen Gartenbaus in der Ukraine und ein Förderer des Werkes von Taras Schewtschenko war.
Wassyl war mit Sofia Iwanowna Albrand verheiratet. Seine Ehefrau stammte aus einer Familie französischer Aristokraten, die nach der Französischen Revolution in die Ukraine auswanderten. Das Ehepaar hatte keine Kinder.